# 秀良親王
秀良親王（日语：／ Hidenagashinnō/Hideyoshishinnō，817年—895年2月21日）是日本平安時代初期至中期親王，父親是嵯峨天皇，母親是皇后橘嘉智子，品秩為二品。

## 生涯
天長9年（832年），秀良親王在冷泉院元服，品秩升為三品，同年末獲贈官書1,693卷。
天長10年（833年），秀良親王的同母兄仁明天皇即位後，秀良親王先後出任中務卿和彈正尹。承和元年（834年），橘奈良麻呂之變爆發，橘奈良麻呂在事件中死去，其留下的約480卷藏書則以外戚財產為由下賜給了秀良親王。承和2年（835年），他就任大宰帥，翌年則慶祝仁明天皇之子成康親王出生而在清涼殿進行奉獻，並且在同年5月26日獲賞賜信濃國小縣郡公田、在6月25日則為近江國的17町荒廢田、加賀國190町荒廢田和備前國4町空閑地。承和4年（837年）7月30日，他再獲賞賜加賀國石川郡9町荒廢田。承和7年（840年），升至二品。
承和9年（842年），承和之變爆發，秀良親王的外甥道康親王（後來的文德天皇）獲擁立為皇太子後不久，秀良親王便轉任上野太守。其後，史料有關其的紀錄銳減，僅有在貞觀13年（871年），親王家在旱災爆發時將自宅的池水供應給百姓灌溉之用和元慶7年（883年）於攝津國河邊郡1町3段160步的墾田錯誤地遭到班田使充公，親王家為此上告，最終朝廷將田地歸還給秀良親王。
寬平7年正月23日（895年2月21日），歷經淳和天皇、仁明天皇、文德天皇、清和天皇、陽成天皇、光孝天皇和宇多天皇共七朝的秀良親王死去，享年79歲。

## 官歷
。
- 天長9年（832年）2月11日：冷泉院（日语：冷泉院）元服，三品
- 天長10年（833年）
  - 3月11日：中務卿
  - 3月24日：彈正尹
- 承和2年（835年）正月11日：彈正尹兼大宰帥（日语：大宰帥）
- 承和7年（840年）正月7日：二品
- 承和9年（842年）
  - 正月13日：上野太守